# Навчальний центр Паркс
Навчальний центр Паркс або навчальний центр підготовки резерву Паркс (англ. Parks Reserve Forces Training Area) — військова база армії Сполучених Штатів, розташована в Дублін, штат Каліфорнія, яка наразі є діючим військовим і навчальним центром для персоналу резерву армії США, який готується до застосування у разі війни чи стихійного лиха.

## Призначення
Навчальний центр підготовки резерву Паркс (Кемп Паркс) основним призначенням має виконання функцій командування, навчання, безпеки, адміністрування, обслуговування та постачання всіх військових підрозділів, забезпечення військової діяльності та інших призначених або приданих урядових установ. Центр перебуває в прямому підпорядкуванні Командування резерву армії США в Атланті, штат Джорджія, як установа прямого підпорядкування керівництву у Форт Маккой, Вісконсин. До сфери відповідальності Кемп Паркс входить надання послуг і підтримка навчання військових підрозділів (активних і резервних) та інших організацій і заходів.
Історія навчального центру почалася після створення перших військово-морських будівельних батальйонів «Морських бджіл», так званих «Сі-Бі» (англ. Seabee) на початку Другої світової війни. ВМС США побудували на Західному узбережжі центр ротації та відновлення боєздатності цих батальйонів, які повернулися з-за океану. Кемп Паркс був заснований 26 листопада 1942 року і отримав назву на честь контрадмірала Чарльза В. Паркса. Поруч із Кемп Паркс на сході знаходився Кемп Шумейкер і військово-морський госпіталь США Шумейкер, також побудований під час війни. Три військово-морські бази, розташовані поруч, називалися «Фліт-Сіті». У квітні 1945 року на трьох базах одночасно перебувало понад 20 000 військових. 71 батальйон Seabee пройшов перепідготовку через Кемп Паркс за роки війни.
У 1946 році, після Другої світової війни, міністр військово-морських сил ліквідував три об'єкти, а з 1946 по 1951 роки ВМС орендували більшу частину землі графству Аламіда для використання в'язницею Санта-Ріта.
Кемп-Паркс не використовувався, поки у 1951 році під час Корейської війни ПС США не створили на його базі тренувальний центр та перейменували об'єкт на авіабазу Паркс. Командування ПС майже повністю відбудували базу. Перша група льотчиків прибула в Кемп-Паркс влітку 1951 року, а масове навчання почалося в березні 1952 року. 1956 року базу передали з підпорядкування Командування тренувань ПС Континентальному повітряному командуванню.
У липні 1959 року інсталяцію з усіма об'єктами передали в розпорядження армії США. З 1959 по 1973 рік центр діяв у режимі очікування під юрисдикцією 6-ї армії, з бази Президіо Сан-Франциско.
У 1973 році командування армії США ухвалило рішення, що Кемп Паркс потрібен як мобілізаційний і навчальний центр для компонентів резерву на випадок війни чи стихійного лиха. 11 грудня 1980 року армія визначила Кемп-Паркс напівактивним об'єктом підготовки, перейменувавши його на Тренувальний центр резервних сил Паркс.